# Christopher Chope
Christopher Robert Chope, född 19 maj 1947 i Putney i London, är en brittisk konservativ politiker. Han var 1983–1992 ledamot av underhuset för Southampton Itchen och är sedan 1997 ledamot för Christchurch.
Chope har arbetat som advokat. Han är EU-skeptiker och kampanjade för Brexit i folkomröstningen 2016.